# Gargždai
Gargždai  este un oraș din vestul Lituaniei situat în județul Klaipėda. Râul Minija curge prin acest oraș. Stadionul Gargždai este principala sa locație sportivă. 
Limita nordică a orașului se îndreaptă spre autostrada A1 Vilnius - Kaunas - Klaipėda, orașul fiind la 17 km est de orașul-port Klaipeda.
În surse istorice, Gargzdai a fost menționat pentru prima dată în 1253. Actuala stemă a orașului Gargždai a fost aprobată în 1997.

## Nume
Gargždai este numele în limba lituaniană al orașului. Versiunile numelui în alte limbi includ în poloneză: Gorđdy, rusă: Горжды Gorzhdy, belarusă: Горжды Horzhdy, idiș: גורזד Gorzhd, germană: Garsden, letonă: Gargždi. 

## Holocaust
Garsden a avut până la izbucnirea celui de-al doilea război mondial, o populație mixtă germano-lituaniană.
Numărul locuitorilor evrei din Gargzdai uciși de echipa morții nazistă Einsatzkommando în timpul Holocaustului este de cel puțin 500, inclusiv 200 de bărbați uciși pe 24 iunie 1941 și 300 de femei cu copii uciși în 14 și 16 septembrie 1941. Omorurile au fost comise de Einsatzgruppe A sub comanda SS Brigadeführer Walter Stahlecker și documentate în raportul Jäger.

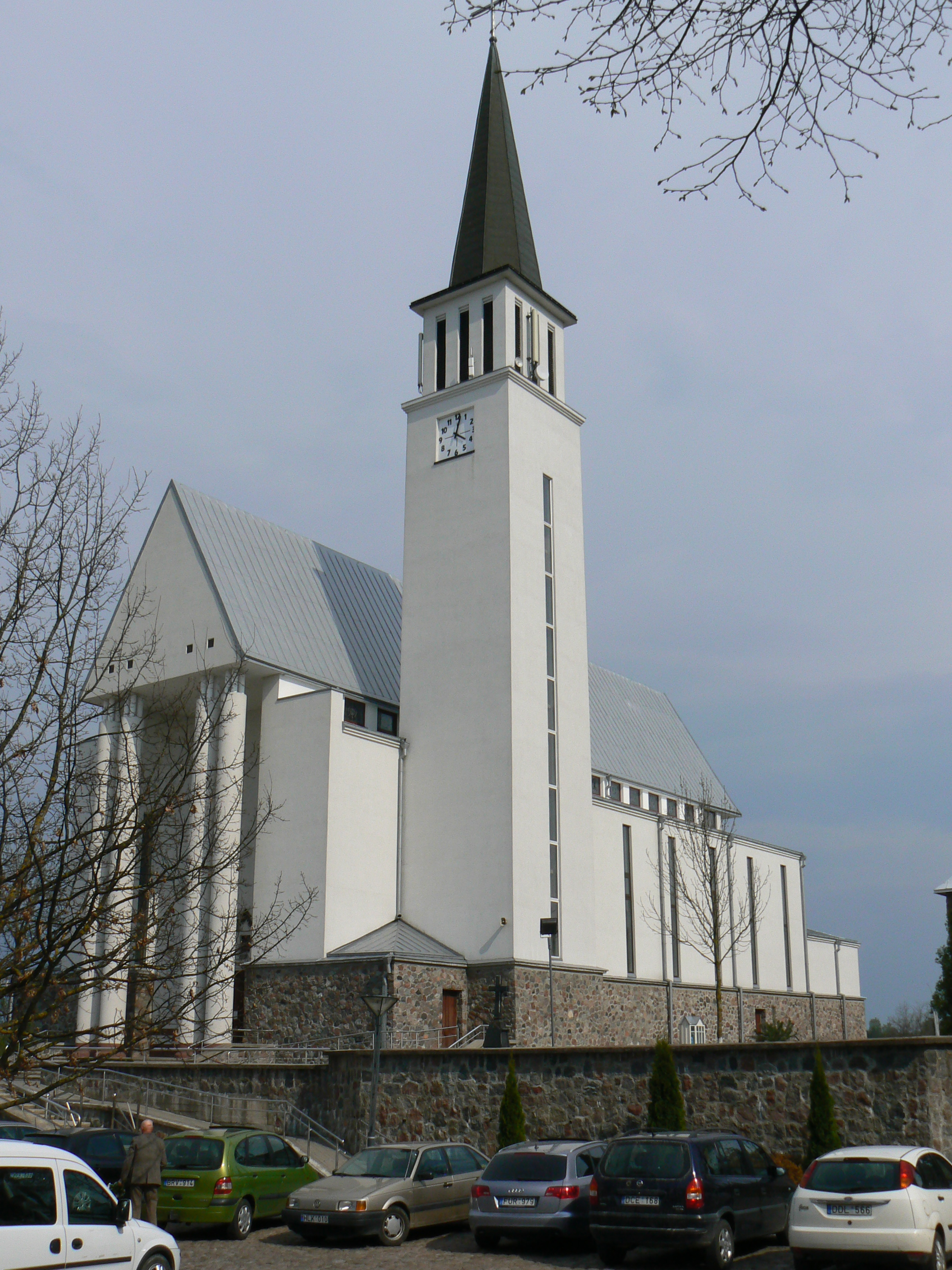
Biserica Sf.Arhanghel Mihail din Gargždai

## Relații internaționale
În 2015 a început să se dezvolte Parcul Industrial Gargzdai (GIP). Se află la granița orașului, pe strada Gamyklos. Atât terenurile industriale cât și comerciale, care au o suprafață totală de 9,3 hectare, sunt oferite investitorilor străini și interni. Se așteaptă ca noul parc industrial să atragă investiții străine, să creeze noi locuri de muncă pentru șomerii din regiune și să proclame orașul Gargzdai în alte țări. 

### Orașe  surori
Gargždai este înfrățit cu: 
- Iława, Polonia